# Rolf Göran Knutsson
Rolf Göran Knutsson, född 14 december 1942 i Sverige, är en svensk diplomat. 

## Biografi
Knutsson avlade examen vid Lunds universitet 1967 i statsvetenskap, ekonomi och språk. Han talar engelska, franska, spanska, tyska och ryska. Han är gift och har en son.
Knutsson har mellan 1969 och 1983 arbetat med FN:s utvecklingsprogram (UNDP) i Jordanien, Ecuador, Tanzania, Genève och New York. Han har arbetat med FN:s UNIFIL styrka i Libanon 1985, FN:s UNTSO uppdrag i Jerusalem 1987-1989. Han har arbetat i Honduras genom FN:s ONUCA uppdrag 1990-1992 och i Västsahara 1992 med FN-uppdraget MINURSO.
Knutsson har varit direktör för avdelningen för fredsbevarande uppdrag i Europa och Latinamerika. Han har även arbetat som direktör i generalsekreterarens verkställande kontor för politiska frågor. Han fungerade som ställföreträdare för kabinettschefen (Chef de Cabinet).
Han har varit direktör för Europa och Latinamerika i avdelningen för fredsbevarande operationer, för politiska frågor i generalsekreterarens verkställande kontor och samtidigt som ställföreträdare till chefen för regeringen. I södra Libanon fungerade han som generalsekreterarens personliga representant från 2000 till den 15 januari 2001.
Rolf Göran Knutsson utnämndes av FN:s generalsekreterare Kofi Annan till verkställande sekreterare för Förenta nationernas ersättningskommission på nivå av assisterande generalsekreterare den 8 december 2000; han tillträdde sin post i början av januari 2001.